# Complexo Eólico Campos Neutrais
O Complexo Eólico Campos Neutrais, atualmente também conhecido como Complexo Eólico do Chuí ou ainda Complexo Eólico Chuí, é um conjunto de complexos eólicos localizado nas cidades de Santa Vitória do Palmar e Chuí, no Rio Grande do Sul, que possui uma capacidade instalada de 582,8 MW. É formado pelo Complexo Hermenegildo (de 180,8 MW), pelo Parque Geribatu (com 258 MW) e pelo Parque Chuí (144 MW), sendo que os dois últimos podem ser considerados juntos como sendo o Complexo Eólico Santa Vitória do Palmar. Construído e operado pela Eletrosul, subsidiária da Eletrobras, foi vendido em 2020 para a empresa Omega Energia.

## Nome
A denominação "Campos Neutrais" se relaciona historicamente à região onde se encontram os municípios de Santa Vitória do Palmar e Chuí, área muito disputada militarmente entre portugueses e espanhóis até a assinatura do Tratado de Santo Ildefonso, em 1777, quando a região se tornou um território neutro entre as colônias. Desde sua venda, ocorrida em 2020, o Complexo Eólico Campos Neutrais vem sendo referido na mídia e até no próprio site da Omega, compradora do projeto, como "Complexo Eólico do Chuí" ou "Complexo Eólico Chuí".

## Obras e operacionalidade
A Eletrosul conquistou, no leilão de energia A-3 da ANEEL de agosto de 2011, o direito de construir 16 empreendimentos eólicos no extremo-sul do estado do Rio Grande do Sul. Em setembro de 2012, teve início a construção do Parque Geribatu. Está localizado em Santa Vitória do Palmar e ocupa uma área de 47,5 quilômetros quadrados, nos quais estão instalados 129 aerogeradores, com 2 MW de potência cada, espalhados por dez usinas eólicas. Em teoria, o parque poderia fornecer energia para 1,5 milhão de habitantes. Geribatu entrou em operação em 2015 e, em fevereiro, sua cerimônia de inauguração contou com a participação da presidente Dilma Rousseff.
Tarso Genro, então governador do estado, assinou a ordem de serviço para o início da construção do Parque Chuí em maio de 2014. Localizado no município homônimo, o complexo possui 72 geradores de 2 MW de potência cada espalhados por seis usinas que cobrem um total de 32,7 quilômetros quadrados. O Parque Chuí entrou em operação em meados de 2015. O Complexo Hermenegildo, de 180,8 MW de potência instalada, foi o último a ser construído, já que somente em outubro de 2014 que a FEPAM lhe concedeu sua licença de instalação. O Complexo Hermenegildo tem 101 turbinas eólicas de 1,79 MW de potência distribuídas por 12 parques eólicos. Seus 101 aerogeradores entraram em operação entre o final de 2015 e começo de 2016.